# 4898 Nishiizumi
4898 Nishiizumi è un asteroide della fascia principale. Scoperto nel 1988, presenta un'orbita caratterizzata da un semiasse maggiore pari a 1,9539774 au e da un'eccentricità di 0,0810933, inclinata di 18,62544° rispetto all'eclittica.
L'asteroide è dedicato al chimico nucleare Kunihiko Nishiizumi.